# Mytek el Poderoso
Mytek the Mighty (traducció lireral en català: Mytek el poderós) és una sèrie de còmics britànica desenvolupada per Tom Tully als guions i Eric Bradbury i després Bill Lacey al dibuix per a la revista setmanal Valiant de l'editorial International Publishing Company entre el 1964 i el 1970, a raó de dues pàgines setmanals. Mytek era un gegantesc robot amb aparença de simi, que queia a les mans del geperut Gogra, qui ho usava per provocar el caos al seu pas.

## Trajectòria editorial
La sèrie va ser editada amb èxit a diversos països europeus:
- Espanya, on Edicions Vértice la va presentar en tres formats diferents (17 còmics el 1965, 14 llibres en rústica de 128 pàgines el 1967 i 5 recopilatoris d'encara major grandària el 1971).[2][3][4] El 1968, davant la falta de material original, Vértice va arribar a encarregar a Fernando M. Sesén com a guionista i Rafael López Espí com a dibuixant la realització en amb prou feines un mes d'una historieta apòcrifa de 126 pàgines més la coberta, que portaria el títol de "El retorno de Mytek".[1][5]
- França, on Editions de l'Occident va editar 16 números amb el títol de King Kong le robot entre 1972 i 1974
- Alemanya, on es serialitzaren les seves aventures en 176 números de la revista Kobra entre el 1975 i el 1978, amb el títol de Mytek – Das Monster.

Encara gaudiria de diverses reedicions, tant al seu país natal (revista Vulcan, 1975/76) com a França (01/1977-05/1978), però sobretot a Espanya, on tornaria a ser editada en format de còmic: 5 números a color en el segell Mundicomics d'Edicions Vértice el 1981 i 11 en blanc i negre per Editorial Surco dos anys després.